# Arie Schans
Arie Schans (nacido el 12 de diciembre de 1952) es un entrenador neerlandés de fútbol.
Dirigió en equipos como el Oita Trinita, Guizhou Hengfeng y Jiangsu Suning. Además entrenó a dos selecciones, la de Bután (2002-2003) y la de Namibia (2007-2008). Dirigió a Namibia en Copa Africana de Naciones 2008.

## Clubes

### Como entrenador
| Club             | País    | Año         |
| ---------------- | ------- | ----------- |
| Bután            | Bután   | 2002 - 2003 |
| Oita Trinita     | Japón   | 2005        |
| Namibia          | Namibia | 2007 - 2008 |
| Guizhou Hengfeng | China   | 2013        |
| Jiangsu Suning   | China   | 2015        |